# Machete
Machete je americký thriller kde si hlavní role zahráli Danny Trejo, Robert De Niro, Jessica Alba, Steven Seagal, Michelle Rodriguez, Jeff Fahey, Cheech Marin, Don Johnson, Shea Whigham, Lindsay Lohan a Daryl Sabara.

## Příběh
Machete (Danny Trejo) mohl být jakýkoliv jiný dělník v Americe, ale dostal úkol zabít senátora (Robert De Niro). Nikdo netušil že je to bývalý federální zabiják kterého na kolena dostal mafián Torrez (Steven Seagal). Při střelbě na senátora je ale zrazen gangsterem Boothem (Jeff Fahey) a těžce raněn. Senátor je pouze raněn a Macheteho hledá policie. Podporu najde v prodavačce Luz, policistce Sartaně, bratrovi Padrem a mexickém lidu. Společně porazí Torreze i šerifa Jacksona který velí vlastní armádě. 

## Obsazení
- Danny Trejo	 ...	Machete Cortez
- Robert De Niro	 ...	Senator John McLaughlin
- Jessica Alba	 ...	Sartana
- Steven Seagal	 ...	Rogelio Torrez
- Michelle Rodriguez	 ...	Luz
- Jeff Fahey	 ...	Michael Booth
- Cheech Marin	 ...	Padre
- Don Johnson	 ...	šerif Jackson
- Lindsay Lohan	 ...	April Booth
- Daryl Sabara	 ...	Julio
- Gilbert Trejo	 ...	Jorge